# Bonriki International Airport
Bonriki International Airport is het internationale vliegveld van de eilandstaat Kiribati in de Grote Oceaan. Het vliegveld ligt in de hoofdstad Zuid-Tarawa, op het atol Tarawa.
Er worden vooral vluchten uitgevoerd binnen Kiribati maar ook naar Fiji, de Marshalleilanden, Australië en Nauru.
Het vliegveld is de hub van de twee luchtvaartmaatschappijen van Kiribati, Air Kiribati en Coral Sun Airways.

## Geschiedenis
Bonriki International Airport werd gebouwd in december 1943 door de Amerikaanse marine onder de naam 'Mullinix Field' naar admiraal Henry Mullinix, die was verdronken door een aanval van een Japanse onderzeeër in de buurt van de Gilberteilanden.
Aan het eind van de Tweede Wereldoorlog verlieten de Amerikanen het vliegveld en werd het een publieke luchthaven.

## Faciliteiten
Het vliegveld bestaat uit een 2011 meter lange asfalt start- en landingsbaan en ligt 9 meter boven zeeniveau

## Bestemmingen
| Luchtvaartmaatschappij |                                                                                |
| ---------------------- | ------------------------------------------------------------------------------ |
| Air Kiribati           | - Abaiang, Abemama, Butaritari, Kuria, Maiana, Nonouti, Noord Tabiteuea - Nadi |
| Air Marshall Islands   | - Majuro                                                                       |
| Air Pacific            | - Nadi                                                                         |
| Our Airline            | - Brisbane - Majuro - Nauru - Nadi (alleen tussenstop Nauru-Majuro)            |